# Trehøje kommun
Trehøje kommun var en kommun i Ringkjøbings amt i västra Danmark. Sedan 2007 ingår den i Hernings kommun.